# Меланезийцы

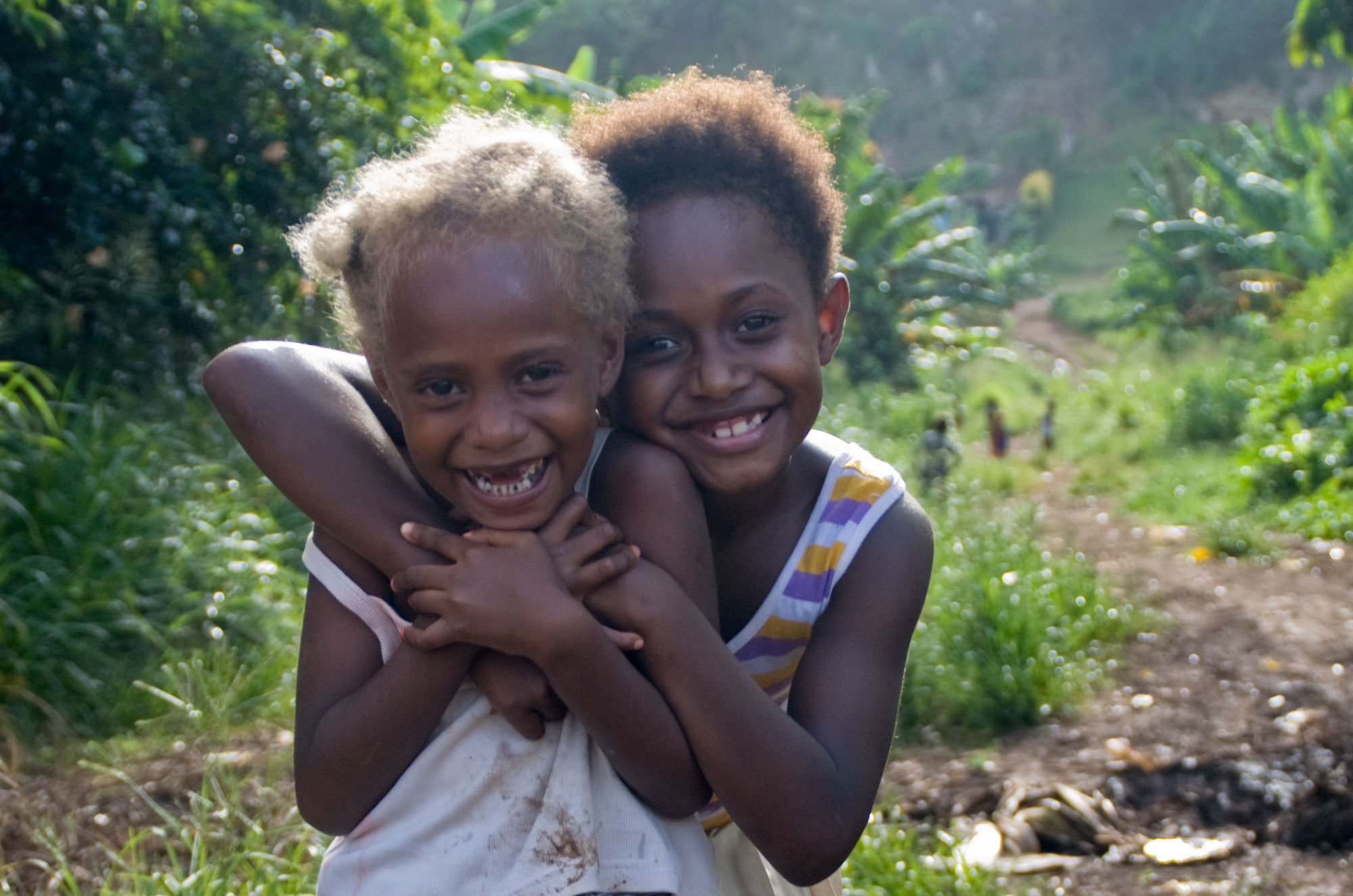
Девочки из Вануату

Меланези́йцы — группа народов, населяющая острова Меланезии в Тихом океане, примыкающие к Австралии и Новой Гвинее.
В переводе с греческого Меланезия значит «Чёрные острова».

## Ареал
Меланезийцы заселяют прибрежные районы Новой Гвинеи, Архипелаг Бисмарка (Новая Британия, Новая Ирландия, острова Адмиралтейства), Соломоновы острова, Новые Гебриды, Новую Каледонию, Фиджи, острова Тробриан и Луизиада. Большинство этих островов имеет вулканическое происхождение, и по размерам они больше, чем полинезийские или микронезийские. Природные ресурсы намного богаче. Численность: Соломоновы острова — 230 тысяч, Новые Гебриды — 120 тысяч, Новая Каледония — 140 тысяч, Фиджи — 325 тысяч.
Наиболее крупные народы по регионам:
- Соломоновы острова — ареаре, кварааэ, саа, нгела, малуу, лау, фаталека, марово, тробрианцы. Эту группу объединяют под названием «Народы Соломоновых островов».
- Вануату (Новые Гебриды) — эфате, ндуиндуи, абма, танна, ленакел, большие намба, анейтьюм.
- Острова Бисмарка — толал, киливила, нехан.
- Новая Каледония — канаки (мелановокаледонцы).
- Фиджи — фиджийцы.
- Папуа Новая Гвинея — моту и др.

## Языки
Меланезийцы говорят на меланезийских языках, однако их языки в отличие от микронезийских и полинезийских не образуют отдельной генетической группировки. Собственно меланезийцы являются носителями языков всех остальных групп океанийских языков кроме этих двух и япского языка.
Среди языков, на которых говорят меланезийцы — амблонг, амбрим, анейтьюм, ароси, бамбатанг, бислама, буготу, ватуранга, квамера, киаи, лабел, лимбол, лифу, малфахал, мадак, полономбаук, ротуманский, ререп, сакау, тамботало, танна, тигак, тианг, эроманга, фиджийский, чаач и др. Всего около 400 языков. Языковая дробность очень велика, так что люди из соседних деревень могут друг друга не понимать. В отличие от меланезийцев жители Полинезии понимали друг друга, несмотря на огромные расстояния между островами, их языки более сходны.

## История и происхождение
Вопрос о происхождении меланезийцев, как и папуасов, до конца не решён. Некоторые исследователи называют меланезийцев папуасами, но это не совсем одно и то же. Если по расовому типу они близки, то по языковому родству нет. Языки папуасов не относятся к австронезийской семье, как меланезийские, да и сами между собой далеко не всегда родственны. Наиболее вероятно следующее: меланезийцы — это та часть папуасов, которая восприняла австронезийские языки и культуру в результате экспансии в Океанию австронезийцев из Юго-Восточной Азии, мостом которым служил Зондский архипелаг. Таким образом, языки и культура австронезированных папуасов, то есть меланезийцев, стали родственными языкам и культуре народов Юго-Восточной Азии, в частности, Малайского архипелага, а затем и большей части Океании — Микронезии и Полинезии.
Древний слой населения этих областей, по всей вероятности, составляли преимущественно веддоидные (Юго-Восточная Азия), негритосские и папуасские народы (Юго-Восточная Азия и Океания), в дальнейшем ассимилируемые продвигавшимися в Океанию австронезийцами, заселявшими всё новые и новые тихоокеанские острова. Таким образом, у изначально монголоидных австронезийцев формировался смешанный монголоидно-австралоидный расовый тип. В отличие от народов Юго-Восточной Азии, полинезийцев и микронезийцев, приобретших смешанный расовый тип, меланезийцы, в основном, сохранили свою ярко выраженную австралоидность. Что касается генома — у меланезийцев присутствует примерно 5 % генов денисовского человека, останки которого были недавно обнаружены на Алтае. Это уникальная особенность меланезийцев, а также папуасов и австралийских аборигенов. В геноме других народов Юго-Восточной Азии и Океании таких генов (за редким исключением — например, у негритосов аэта-маманва) не обнаружено. Расовый тип — меланезийский. На архипелаге Бисмарка, Соломоновых островах, Новых Гебридах, Бугенвиле и других островах подавляющее большинство населения относится к собственно меланезийскому варианту меланезийской расы. Особый новокаледонский антропологический тип распространён в Новой Каледонии. У значительной части меланезийцев Фиджи проявляется большая близость к полинезийцам. В целом, меланезийцы близки по расовому типу к папуасам Новой Гвинеи и прилегающих островов, а также островитянам Торресова пролива и уже исчезнувшим коренным тасманийцам.
В Европу первые сведения о меланезийцах принесли португальские моряки в XVI веке. Антониу д’Абреу назвал островитян папуасами, что по-малайски значит «курчавый». Испанец Иньиго Ортис де Ретес, увидев сходство меланезийцев и папуасов с жителями Африки, назвал остров Новой Гвинеей.
В 1568 году Альваро Менданья де Нейра открыл Соломоновы острова. В 1606 году Торрес и Кирос открыли Новые Гебриды. В XVII и XVIII веках открытия и исследования Меланезии продолжаются, её посещают Бугенвиль, Кук, Дюмон-Дюрвиль и другие знаменитые мореплаватели. Затем острова были колонизованы империалистическими державами, они стали владенияи Франции или Великобритании. В конце XIX века на часть Новой Гвинеи претендовала также Германия. Позже она была передана под опеку Австралии. В настоящее время в состав Папуа — Новой Гвинеи входят меланезийские острова: Новая Ирландия, Новая Британия, Бугенвиль. Великобритании принадлежали часть Соломоновых островов и Фиджи, Франции — Новая Каледония. Новые Гебриды были англо-французским совладением. Во 2-й половине XX века большая часть меланезийских территорий получила независимость.

## Религия и мифы
В настоящее время меланезийцы ходят в церковь, католическую или протестантскую. Сохраняются и традиционные верования. Мифология у меланезийцев слаборазвита. В основном она посвящена деяниям культурных героев. Это, например, То-Кабинана и То-Корвуву, братья, на о. Новая Британия. На других островах популярен Тагаро, это полинезийский Тангароа, только там это — бог, а здесь — герой. Из космогонических мифов наиболее известен миф об Ипхугаранге, боге, который выловил острова из воды, когда удил рыбу. На других островах считали, что, напротив, сперва была повсюду земля, а океан появился позже, и земля превратилась в острова.
В Меланезии распространены шаманизм, тотемизм, анимизм, культ предков, культ вождей, культ карго, развита магия и вера в магическую силу мана. Есть профессиональные колдуны (в Новой Каледонии — такате, в Фиджи — мбете, в Вануату — клева).
У меланезийцев, как и у папуасов, существуют тайные мужские союзы. Наиболее известные из них — дук-дук, ингиет, тамате, сукве.

## Хозяйство и быт
В структуре общества Меланезии существуют два сословия: вожди (фанло) и простолюдины (тауи натимоно). Насимналан — социальная группа вождей. Браки между членами этой группы и простолюдинами невозможны. Простолюдинка могла стать лишь наложницей вождя, но не его женой.
В отличие от полинезийцев, меланезийцы не были так привязаны к морю, они были скорее жителями суши. У них не было такого строгого подчинения вождям. Они не знали также частной собственности на землю, это было для них равносильно собственности на воздух и воду. Зато любой человек мог иметь своё дерево. Деревня меланезийцев (на примере о. Эроманга), состояла из нескольких домов (сильву), в котором обычно жили жена и дети. Мужчина сюда только изредка наведывался, а жил в симанло — общем мужском доме.
Туземная хижина проста — два опорных столба, коньковая балка, с которой спускается крыша и соединяется с низкими стенами. Обстановка дома примитивна: вдоль одной стены — нары, в середине — очаг, на полу — несколько циновок. Размер дома — 2,4 × 3,7 метров. Симанло имел размеры 12-15 × 3,7-6 метров. Позже на Эроманге стали строить другие дома, каркасные, со стенами из дерева или бамбука и с крышей из листьев пандануса или сахарного тростника. Передняя стена в обоих вариантах оставалась открытой, но прикрывалась циновкой.
В Меланезии существовало жёсткое разделение труда. Охота — мужское занятие. Иногда мужчина может готовить пищу. Но перенос тяжестей — не мужское дело. Плетение циновок и корзин — исключительно женское. Другой тары, кроме корзин здесь не знали, корзины были в жизни очень важны. Из ремёсел было развито ещё изготовление орудий труда, украшений из раковин. Виды оружия — палица, дротики, луки и стрелы.
Музыкальный инструмент — барабан.
В древности в Меланезии разводили собак, кур и свиней, из этих домашних животных важнейшим была свинья. Были домашние свиньи (нэмпрахи нэмлью) и дикие (нэмпрахи нангон). От последних приходилось охранять огороды, огораживая их забором. Домашних свиней держали в загонах, причем на Эроманге загоны делали с наклонными стенами из бревен.
Сельскохозяйственные культуры — таро (тельневье), ямс (нуп), маниок, сахарный тростник, кокосовая пальма, хлебное дерево, фруктовые деревья. Для обработки участка использовали: топор (накэ), нож-тесак (наутунго), простую палку (рохоль). Этого было достаточно, так как земля была всегда увлажнена дождями.
Все вышеперечисленные культуры и домашние животные служили для пропитания. Самое типичное блюдо — нванг — тёртый ямс в банановом листе, печёный на раскалённых камнях.

## Феномен светловолосых меланезийцев
Натуральные блондины сравнительно редки и встречаются почти исключительно в Европе и Океании. На Соломоновых островах до 10 % населения имеют светлые волосы. В качестве объяснения предлагались гипотезы выцветания волос под воздействием солнца и солёной воды, богатая рыбой диета, а также генетическое наследство от контактов с европейцами или американцами; выдвигались даже предположения о происхождении островитян от древних мореплавателей из других частей света. Генетическое исследование группы Карлоса Бустаманте, опубликованное в 2012 году, показало у светловолосых меланезийцев Соломоновых островов присутствие редкой мутации гена TYRP1, не обнаруженной за пределами Океании, которая, по мнению авторов, ответственна за светлый цвет волос. Таким образом, генетический механизм, определяющий светлый цвет волос, у европейцев и меланезийцев происходит от совершенно различных мутаций.